# Demba Dem
Demba Dem (* im 20. Jahrhundert) ist ein gambischer Politiker.

## Leben
| Parlamentswahl | Stimmen    | Stimmanteil |
| -------------- | ---------- | ----------- |
| 2002           | einstimmig | 100,00 %    |

Demba Dem trat als Kandidat der Alliance for Patriotic Reorientation and Construction (APRC) bei den Parlamentswahlen in Gambia 2002 im Wahlkreis Niani an. Mangels Gegenkandidaten erlangte er einen Sitz in der Nationalversammlung. Bei den Wahlen 2007 trat Dem nicht an.
Dem wurde die Beteiligung am vereitelten Putsch vom 21. März 2006 nachgesagt und am 25. März 2006 verhaftet und wegen Hochverrats angeklagt. 2007 wurde er mangels ausreichender Beweise freigesprochen und entlassen. Bei seiner Verhaftung und Inhaftierung wurde er gefoltert. Später floh er nach Senegal, von wo er in die Niederlande zog. Dem sagte Mitte 2019, nach dem Regierungswechsel in Gambia, vor der Truth, Reconciliation and Reparations Commission (TRRC) aus.